# Morfologie rostlin

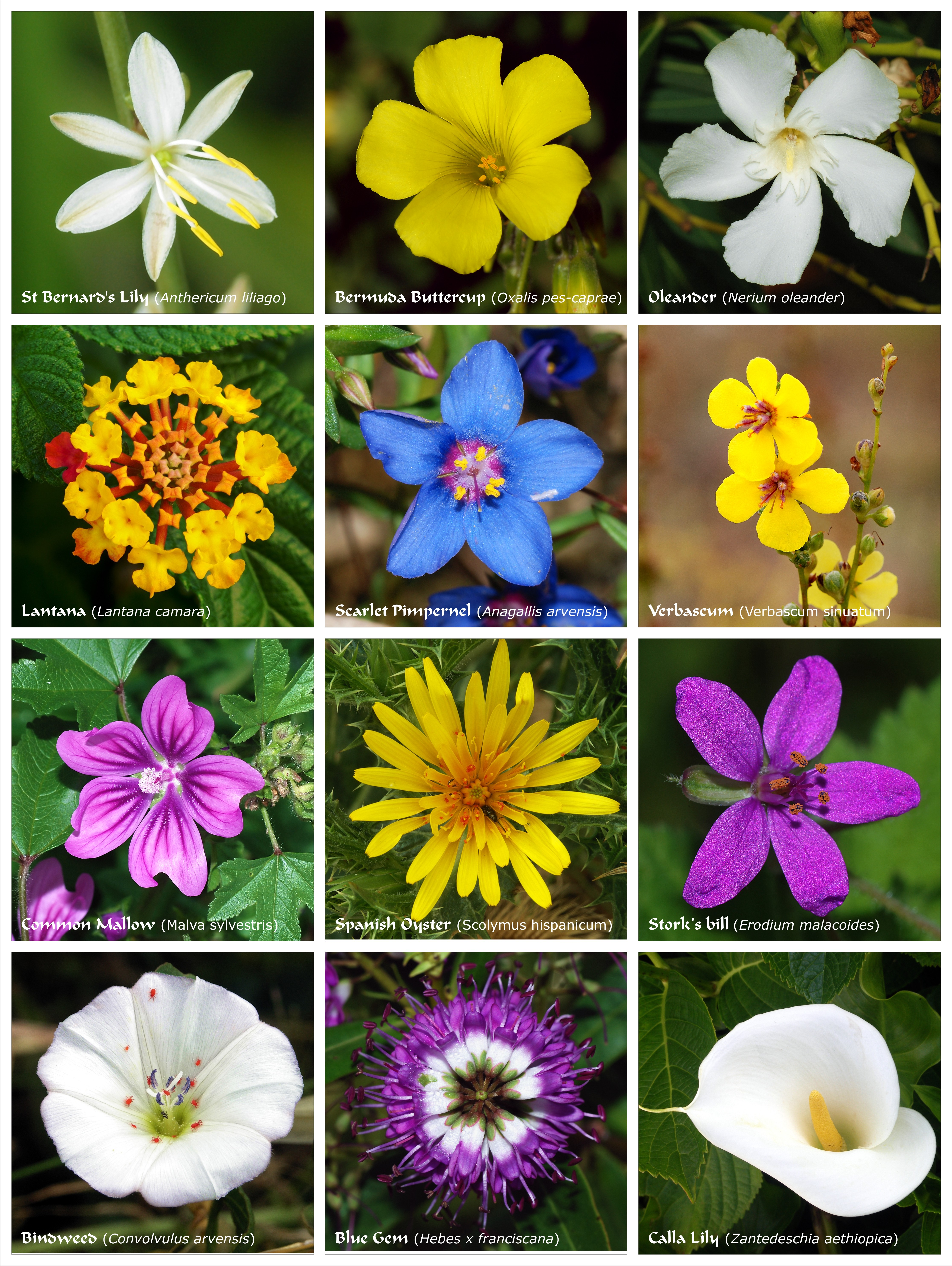
Fotografie různých květů ukazují na rozmanitost, s níž se rostlinní morfologové setkávají

Morfologie rostlin je botanický obor, který studuje vnější stavbu rostlinného těla. Tím se teoreticky odlišuje od anatomie rostlin, která se soustředí spíše na vnitřní stavbu; v praxi se i morfologové zajímají o stavbu těla na buněčné úrovni a oba obory se překrývají. V širším slova smyslu tedy morfologie zahrnuje jak organologii, tak i histologii a cytologii. Znalost morfologie rostlin je užitečná při vizuální identifikaci rostlin.